# Ferran Via i Freixas
Ferran Via i Freixas (Vilafranca del Penedès, 29 de febrer de 1884 - Lió, 1970) fou un pianista, deixeble predilecte d'Enric Granados.
Fill de Joan Via i Raventós i de Francesca Freixas i Martorell, començà els estudis musicals a Vilafranca amb Ferran i Paquita Prats i els continuà a Barcelona amb Enric Granados.
El 1911 va presentar-se a París amb tres concerts dedicats a Beethoven, César Franck i Saint-Saëns i feu concerts arreu d'Europa.
L'any 1920 s'instal·là a Lió, on fou nomenat professor dels cursos superiors de piano de l'Escola d'Art, centre del qual posteriorment fou director.
Tingué un gran nombre de deixebles, procedents del sud de França. El 1931 el govern francès el nomenà cavaller de la Legió d'Honor.